# Aurimont

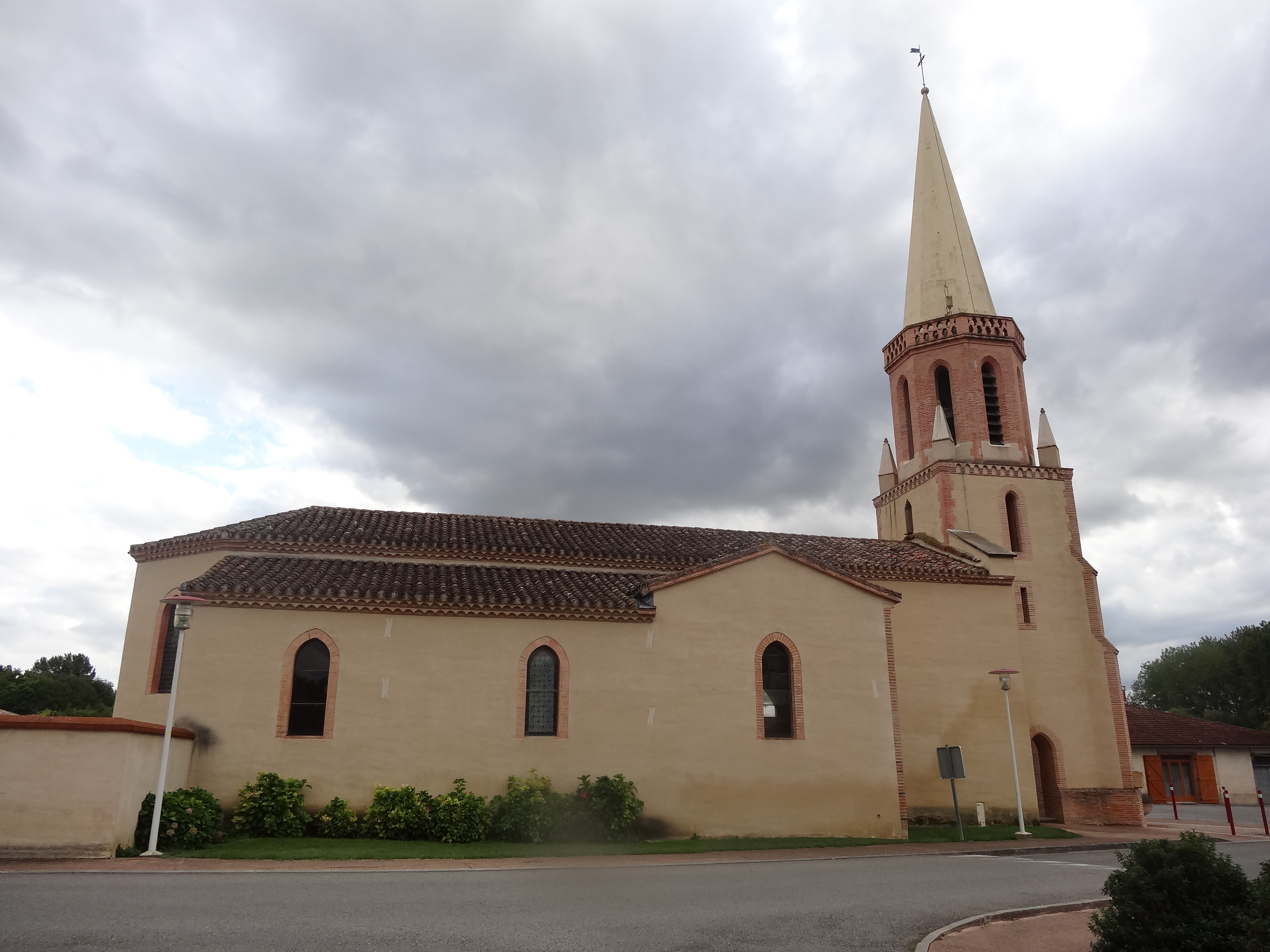
Katolska kyrka Saint-Loup, 2017.

Aurimont är en kommun i departementet Gers i regionen Occitanien i sydvästra Frankrike. Kommunen ligger i kantonen Saramon som tillhör arrondissementet Auch. År 2022 hade Aurimont 215 invånare.

## Befolkningsutveckling
Antalet invånare i kommunen Aurimont
Referens:INSEE